# Хагель, Рихард
Рихард Хагель (нем. Richard Johann Albert Hagel; 7 июля 1872, Эрфурт — 1 мая 1941, Берлин) — немецкий дирижёр.
Сын и ученик Карла Хагеля, первоначально как скрипач. С 1889 по 1902 гг. играл в оркестре Байройтского фестиваля. В 1899 г. в оркестре в Або, в 1900 г. в Кобурге, в 1892—1893 гг. в Майнингене, в 1893—1894 гг. солист Зондерсхаузенской капеллы. В 1895—1896 гг. капельмейстер в Бармене, в 1896—1897 гг. преподавал в Любеке. Затем окончил Лейпцигскую консерваторию (1900). С 1900 г. дирижёр, в 1902—1910 гг. первый капельмейстер Лейпцигского городского театра. В 1909 г. основал и возглавил в Лейпциге Филармонический хор. В 1911—1914 гг. придворный капельмейстер в Брауншвейге.
Как оперный дирижёр считался специалистом по Вагнеру. В 1916 г., в частности, дирижировал «Кольцом Нибелунга» в Брюсселе — первой крупной немецкой музыкальной акцией после оккупации Бельгии в ходе Первой мировой войны. Известен также как дирижёр мировой премьеры оперы Этели Смит «Предатели» (11 ноября 1906 г.) — успешная премьера оказалась единственным представлением, поскольку Хагель самовольно внёс в партитуру сильные сокращения, и когда Смит обнаружила, что он не готов их восстановить, то отобрала у музыкантов ноты и уехала с ними.
По окончании Первой мировой войны обосновался в Берлине, в 1919—1925 гг. один из дирижёров Берлинского филармонического оркестра, среди прочего отвечал за «народные концерты» с облегчённым репертуаром. Вёл также преподавательскую деятельность, среди его учеников Антонио Гомесанда.